# 徳川家慶
徳川 家慶（とくがわ いえよし）は、江戸幕府の第12代将軍（在職：天保8年（1837年） - 嘉永6年（1853年））。

## 生涯

### 将軍世子
寛政5年（1793年）、第11代将軍・徳川家斉の次男として江戸城で生まれる。母は幕臣（300俵取り）の押田敏勝の娘・照子。将軍世子を産んだことから、押田氏は後に1000石の加増を受けている。
長兄である竹千代が家慶出生の翌月に早世したために将軍継嗣となる。
文化元年（1804年）に12歳の時、正室との婚約が調い、楽宮は江戸に下向。5年間の婚約期間を過ごした後の文化6年（1809年）12月1日に17歳で正式に結婚した。
天保8年（1837年）に45歳で父・家斉から将軍職を譲られた。

### 将軍就任
家慶が将軍になったものの、実権は父・家斉が大御所として強大な発言権を保持していた。天保12年（1841年）、 家斉の死後、家慶は四男・家定を将軍継嗣に決定した。また老中首座・水野忠邦を重用し、家斉派を粛清して天保の改革を行わせた。忠邦は幕府財政再建に乗り出し、諸改革を打ち出したが、徹底的な奢侈の取締りと緊縮財政政策を採用したため世間に支持されなかった。また家慶政権期には言論統制も行なわれ、高野長英や渡辺崋山などの開明的な蘭学者を弾圧した。
天保14年（1843年）、幕府が江戸・大坂周辺の大名・旗本領の幕府直轄領編入を目的とした上知令を発令すると猛烈な反発を受けて、家慶の判断で翌年にその撤回を余儀なくされ忠邦は失脚して天保の改革は挫折する。
その後、家慶は土井利位・阿部正弘・筒井政憲らに政治を委ね、お由羅騒動に介入して薩摩藩主・島津斉興を隠居させたり、水戸藩主・徳川斉昭に隠居謹慎を命じたりしている。また斉昭の七男・七郎磨（後の徳川慶喜）に一橋家を相続させている。

### 最期
オランダ国王ウィレム2世の開国勧告を謝絶し、阿部正弘の意見を容れて海防掛を常設させるなどしていた家慶だったが、嘉永6年（1853年）6月3日、アメリカのマシュー・ペリーが4隻の軍艦を率いて浦賀沖に現れ（黒船来航）、幕閣がその対策に追われることになる。
ペリーが来航した頃、家慶は既に死の床にあった。このため、ペリー来航を家慶が知ったのは来航から3日後の6月6日、老中首座の阿部正弘による報告であったが、それを聞いた家慶は正弘に「（徳川）斉昭と相談せよ」と述べただけで、他の指示は出さなかったという。それから2週間ほどした6月22日に江戸城で薨去。享年61。
暑気当たりで倒れた（熱中症による心不全）ことが死の原因と言われている。
徳川宗家・将軍職は家慶の子で唯一存命していた家定が跡を継いだ。ペリー来航という混乱の中で死去したこともあり、家慶の死が公表されたのは7月22日であった。

浦賀に停泊したモリソン号(1837年)
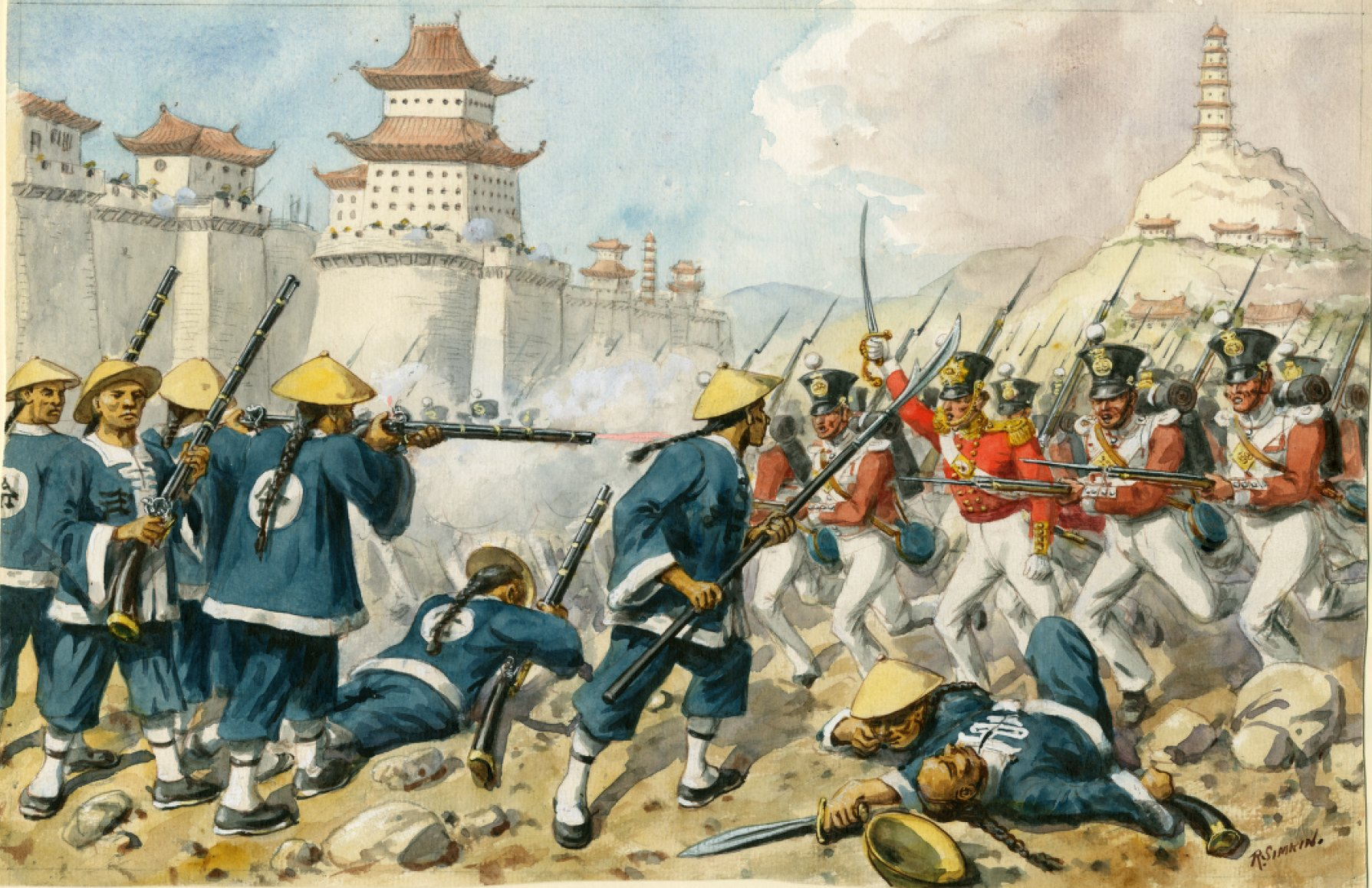
アヘン戦争 - 江蘇省鎮江之戰（英語版）(1842年7月21日)
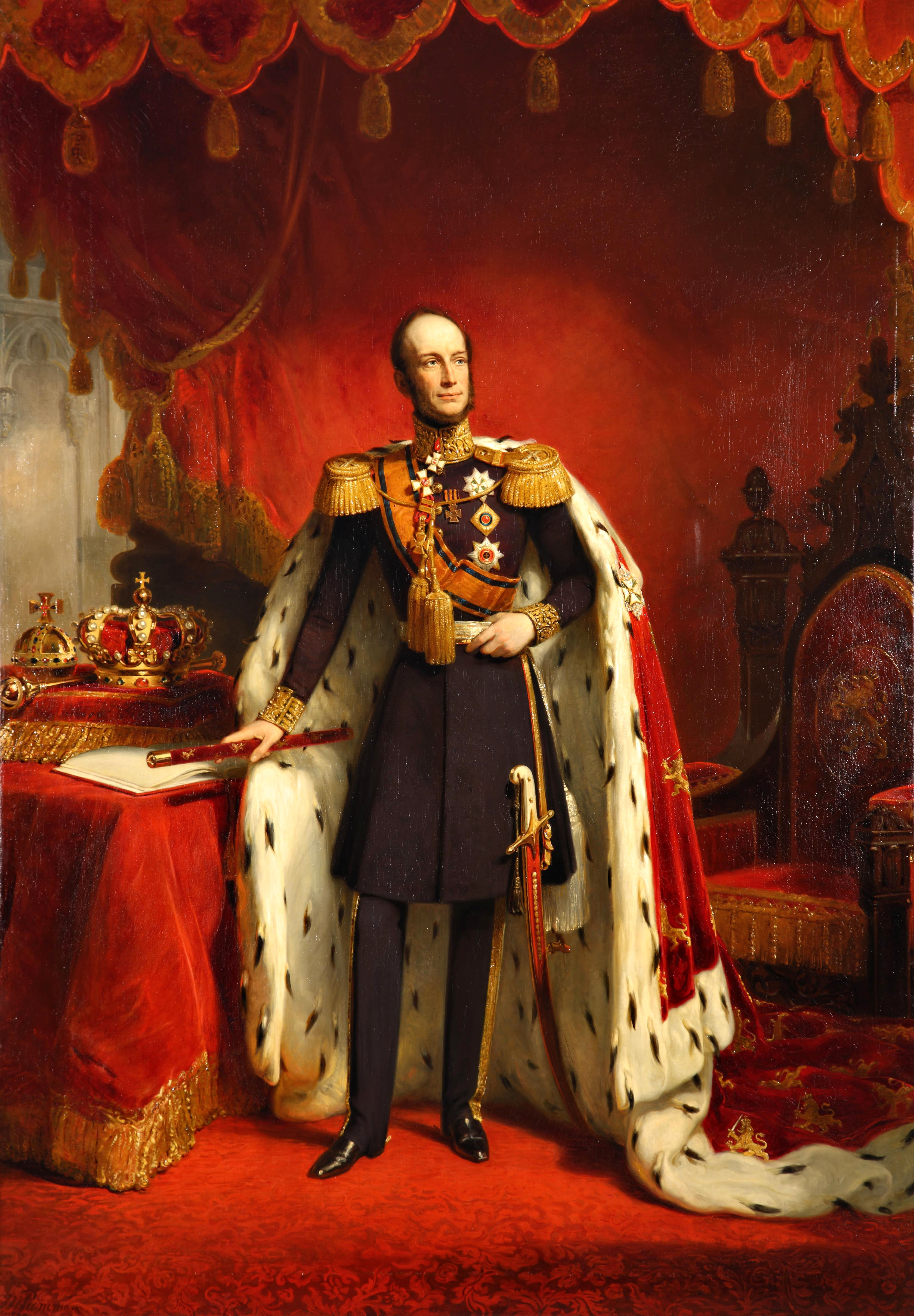
オランダ国王ウィレム2世 エルミタージュ美術館 蔵
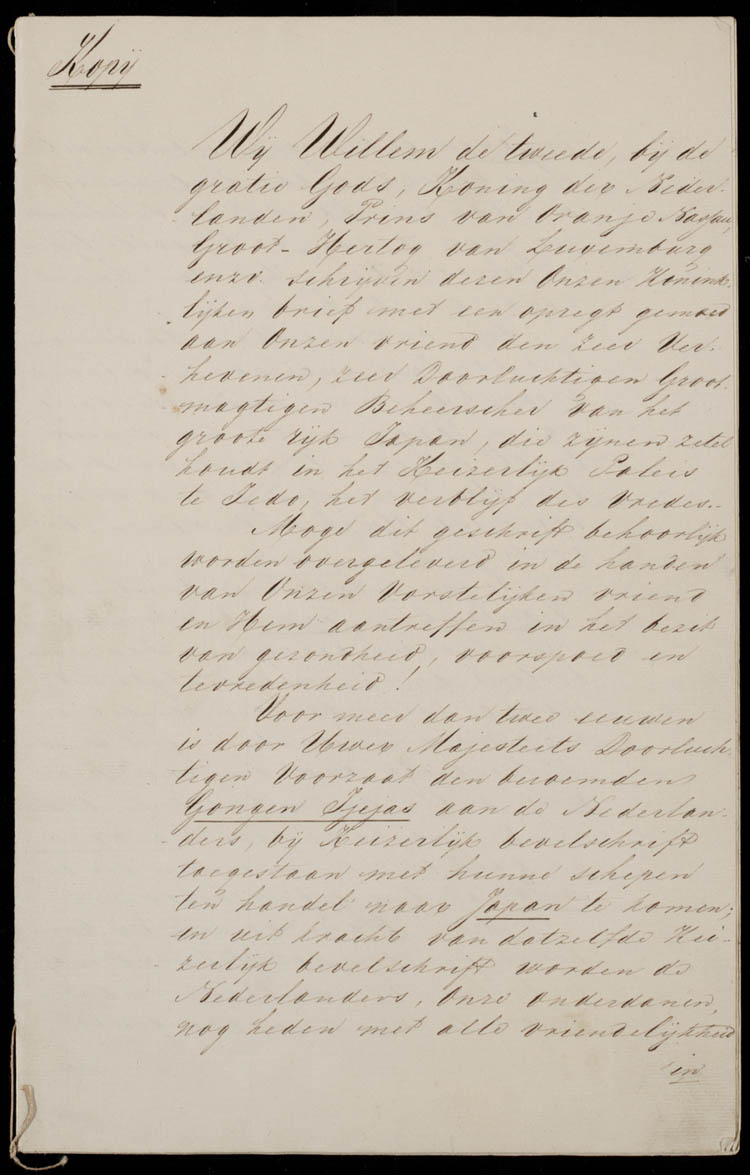
シーボルトが起草したウィレム2世の勧告書(1844年2月15日付)
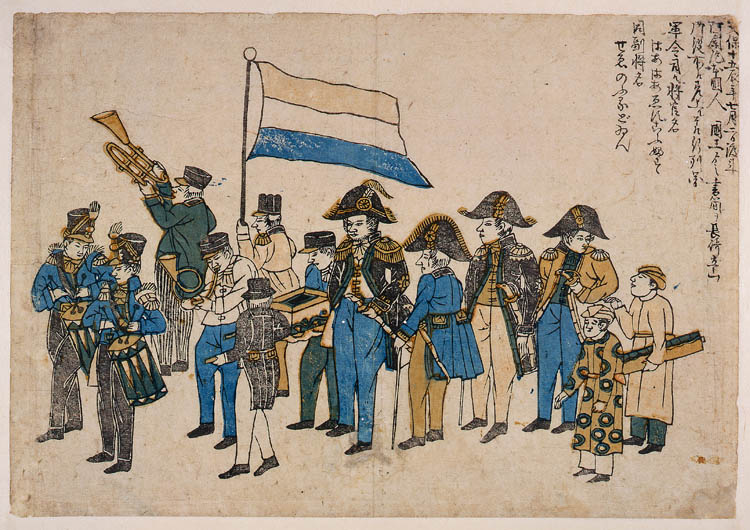
ウィレム2世の国書と献上品を家慶に齎した使節
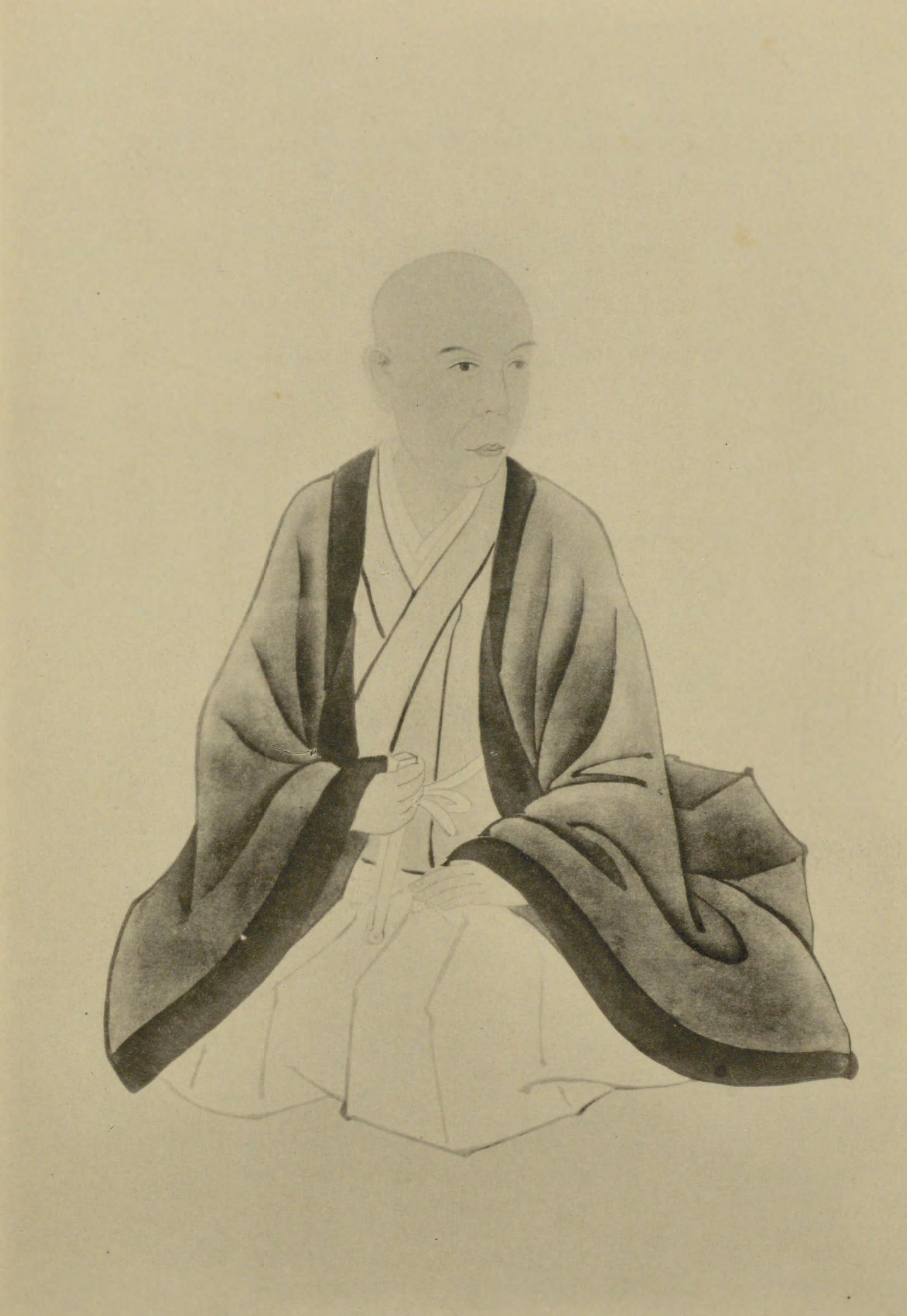
杉田成卿 - 杉田玄白孫。ウィレム2世の国書ならびにペリーからの親書を和訳
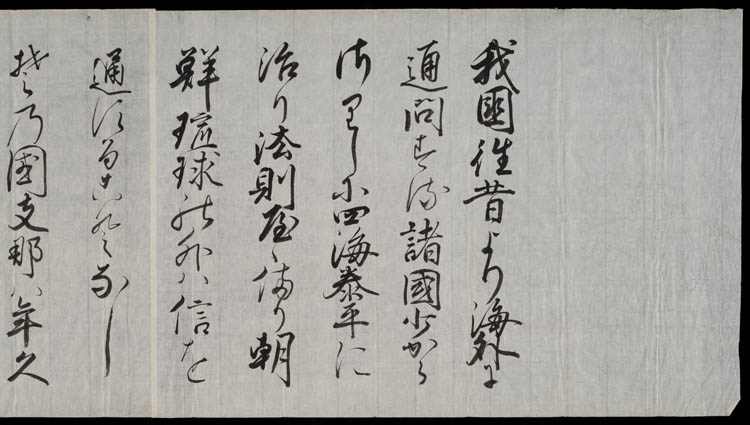
幕閣が家慶の名でウィレム2世に返送した書状(1845年7月4日付)
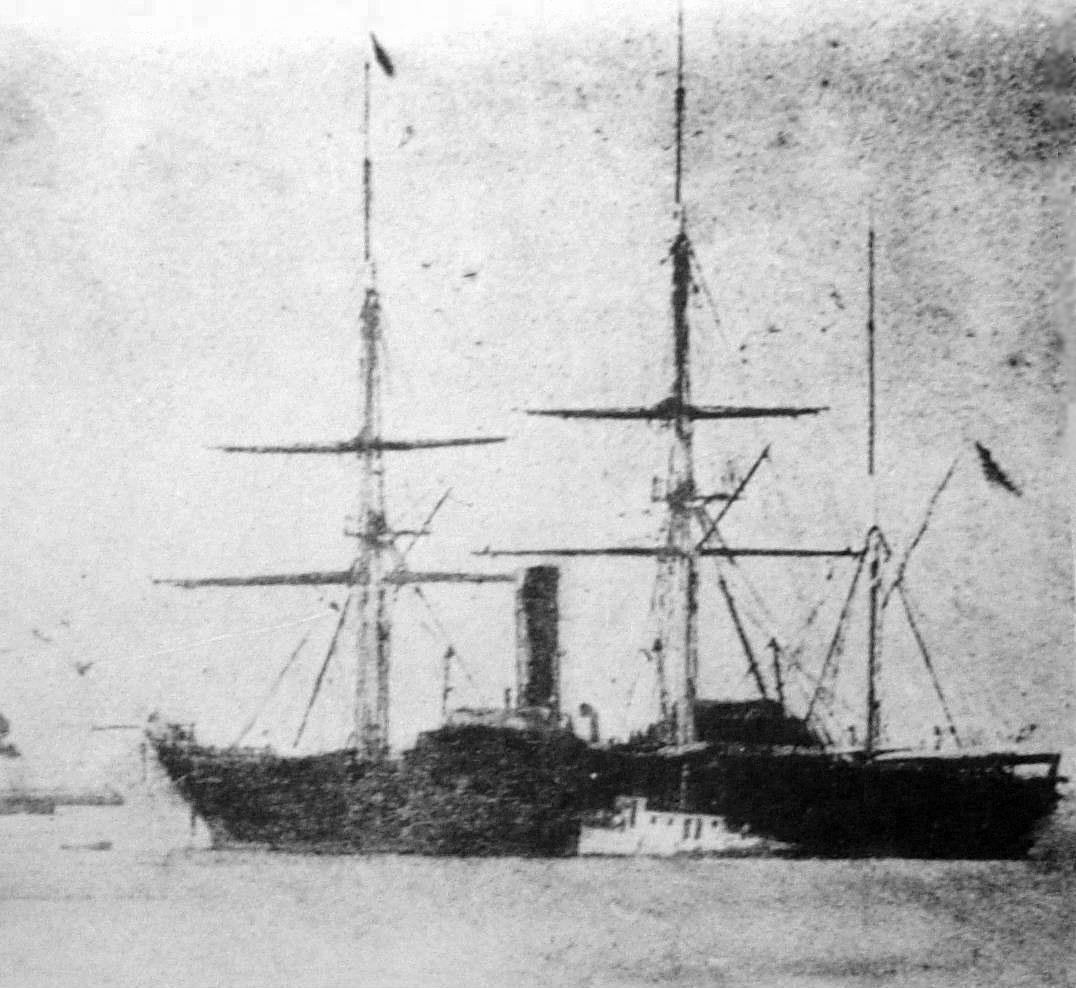
黒船旗艦サスケハナ号1853年7月8日浦賀沖に来航
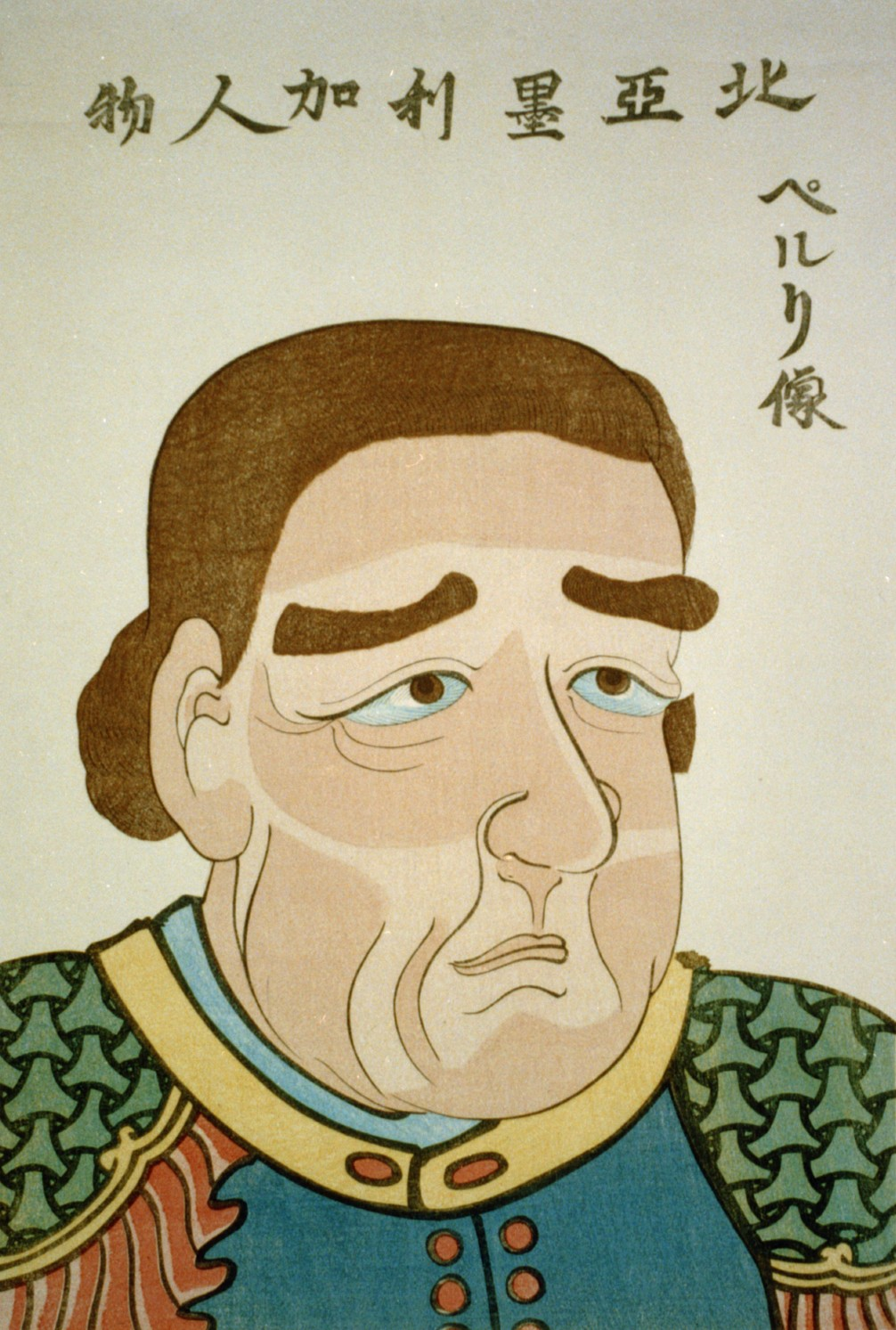
木版画のペリー(1854年ごろ)
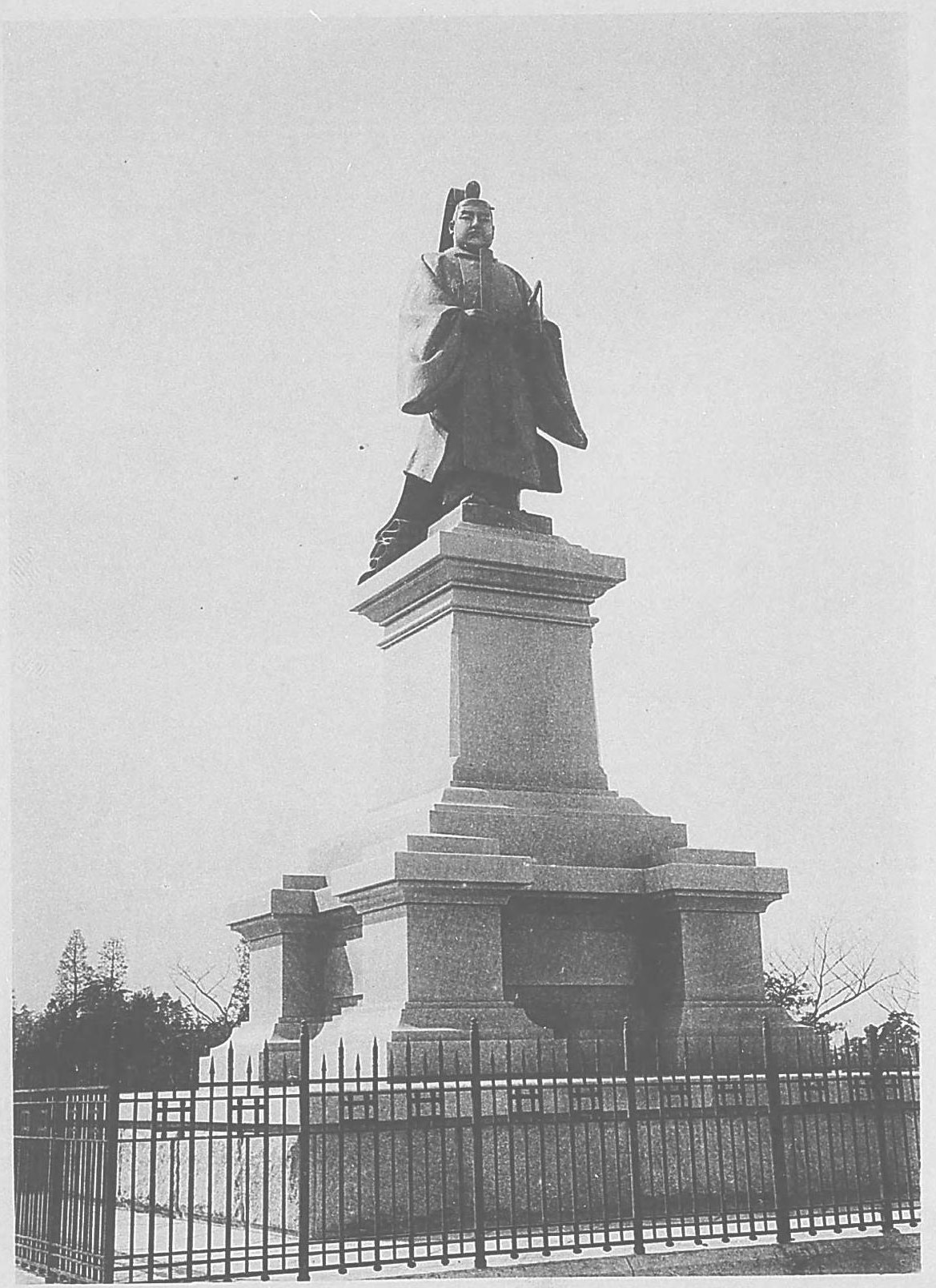
黒船来航時、溜詰筆頭井伊直弼

## 官途
※日付は旧暦

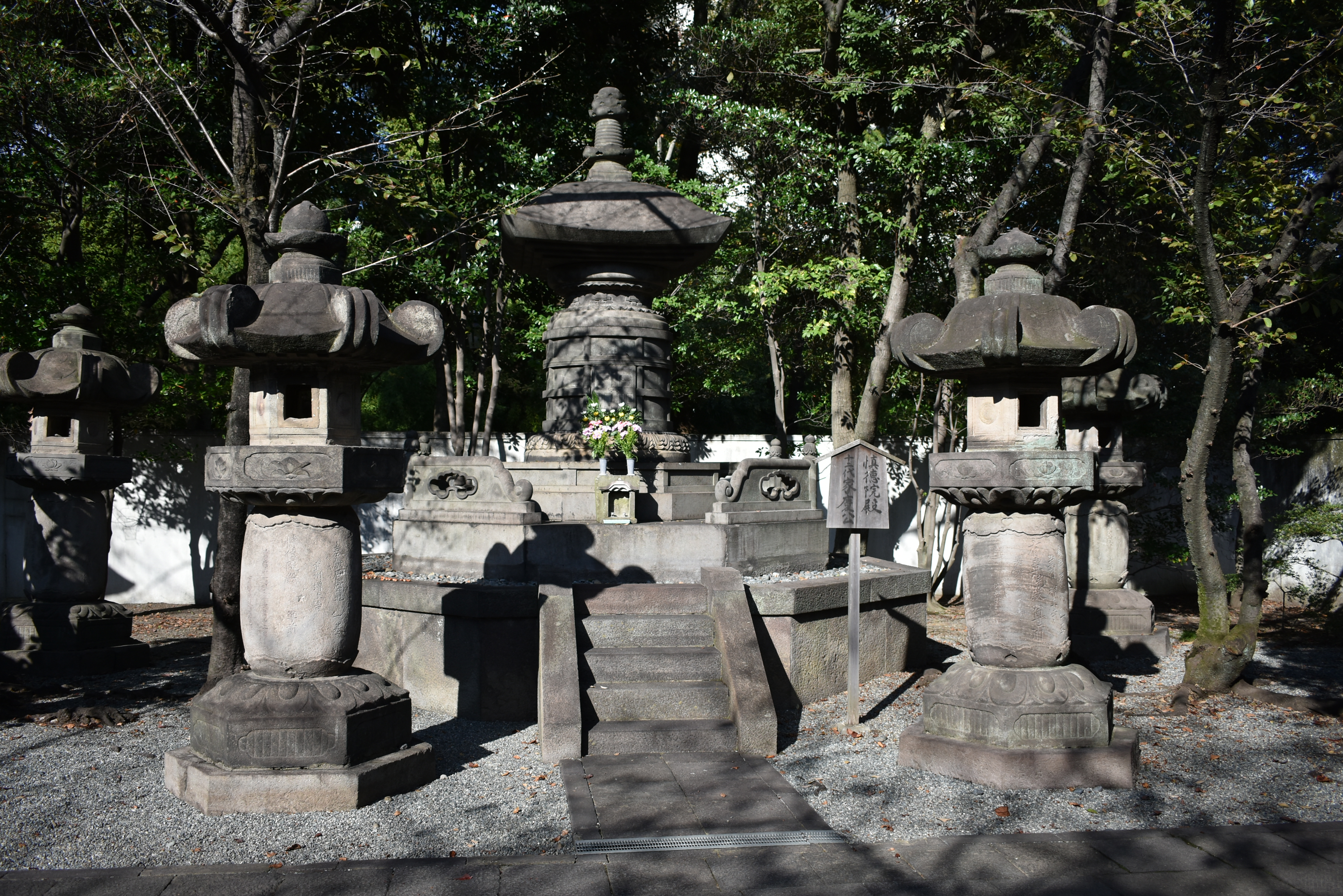
東京都港区芝公園の増上寺にある家慶の宝塔（2019年11月4日撮影）

- 寛政9年（1797年）3月1日、従二位・権大納言に叙任。元服し、家慶を名乗る。
- 文化13年（1816年）4月2日、右近衛大将を兼ねる。
- 文政5年（1822年）3月5日、正二位・内大臣に昇叙転任し、右近衛大将元の如し。
- 文政10年（1827年）3月18日、従一位に昇叙。
- 天保8年（1837年）9月2日、左大臣に転任し、征夷大将軍・源氏長者宣下。右近衛大将は同日、世子徳川家定に与奪。
- 嘉永6年（1853年）6月22日、死去。8月21日、贈正一位太政大臣。

※将軍継嗣の段階で従一位に叙せられたのは家慶が最初である。また、将軍継嗣の段階で内大臣に任官したのは徳川秀忠以来の出来事である。徳川家斉が将軍在職のまま太政大臣に叙任されるという前代未聞の異例の人事が行われた結果、世子であった家慶・孫の家定の官位も異例の高位のものとなった。

## 人物
- 松平春嶽（慶永）は『逸事史補』で家慶を「凡庸の人」と評している。家臣の意見を聞いても「そうせい」と言うのみであったことから、「そうせい様」と渾名された。確かに家慶は自ら政治を行なうことは乏しかったが、人材を見る眼と登用する時期を見極める時勢の判断は優れていた。家斉の50年の長きにわたる治世で幕政が腐敗、弛緩したが、父の死後その腹心である三悪人らを一掃して水野に天保の改革を実行させ、改革が2年で失敗すると、その後任に当時24歳の阿部正弘を抜擢するなど、電光石火の人事を断行しており、また庄内藩などに対する三方領知替えの中止（天保義民事件）を決断するなど、将軍としてある程度の指導力も発揮していることなどから、暗君とは言い切れない側面もあった[8]。『続徳川実紀』では「性質沈静謹粛にして、才良にましまし」と評されている。
- 子女は家定・慶昌ら14男13女を儲けたが、ほとんどが早世し、20歳を超えて生きたのは家定だけであった。さらに家定も病弱で実子を残さなかったため、家慶の血筋は断絶している。家定の障害を治そうと、今日でいうリハビリをやらせていたが、思わしい効果は得られなかった[5]。
- 『増上寺徳川将軍墓とその遺品・遺体』によれば、家慶は歴代将軍の中でも推定身長は154.4センチメートルと小柄で独特の体つきであった。頭が大変大きく、6頭身で顎が長かった。ゆえに、現存する肖像画は家慶の生前の特徴をかなり忠実に描写したものと推定されている。ミトコンドリアDNAはハプログループM7aであった[9]。
- 墓所の発掘の際、絹製の敷布団2枚が見付かっている。絹生地は甲斐国谷村[10]で生産されていた「郡内縞[11]」である可能性が高いと推測されている[誰?]。
- 日光社参および巡見使派遣を行った最後の将軍である。
- 家慶の将軍職在位期に琉球王国から派遣された慶賀使・謝恩使が、江戸時代最後のものとなった。
- 絵画に優れていたと伝わり、直筆の絵が残されている。
- 個人の紋は、丸ではなく、外は八角に内側が円で囲った三葉葵である[12]。
- 父・家斉と同じく焼き魚の添え物になるショウガが大好物で、天保の改革の際に生姜が倹約のために食膳に上らなくなったことについて憤慨したという。
- ある家臣が腰に差した大小の刀が重いと嘆くのを見て武芸を奨励し、4か月の間に8回も武術上覧会を開催している。

## 系譜
- 父：徳川家斉
- 母：香琳院（押田敏勝娘）
- 正室：楽宮喬子女王（浄観院）（有栖川宮織仁親王王女、1795年 - 1840年）
  - 長男：竹千代（1813年 - 1814年）
  - 次女：儔姫（1815年）
  - 三女：最玄院（1816年）
- 側室：お久（清涼院）（香琳院姪、押田勝長娘、? - 1847年）
  - 長女：達姫（1814年 - 1818年）
  - 次男：嘉千代（1819年 - 1820年）
  - 五男：慶昌（1825年 - 1838年）- 一橋家第6代当主
- 側室：お加久（妙華院）（太田資寧娘、1803年 - 1826年）
  - 三男：円常院（1822年）
  - 五女：咸姫（1826年）
- 側室：お美津（本寿院）（跡部正賢娘、1807年 - 1885年）
  - 四男：家定（1824年 - 1858年） - 13代将軍
  - 六男：春之丞（1826年 - 1827年）
  - 七男：悦五郎（1828年 - 1829年）
- 側室：お波奈の方（菅谷政徳娘、生没年不詳）
  - 四女：米姫（1824年 - 1829年）
  - 六女：暉姫（1826年 - 1840年）- 田安慶頼室
- 側室：お筆（殊妙院）（稲生正方娘、? - 1844年）
  - 八男：直丸（1829年 - 1830年）
  - 九男：銀之丞（1832年 - 1833年）
  - 八女：千恵姫（1835年 - 1836年）
  - 十男：亀五郎（1838年 - 1839年）
  - 十一女：若姫（1842年 - 1843年）
- 側室：お金（見光院）（竹本氏娘、1819年 - 1843年）
  - 七女：里姫（1833年 - 1834年）
  - 九女：吉姫（1836年 - 1837年）
  - 十女：万釵姫（1839年 - 1840年）
  - 十一男：照耀院（1843年）
- 側室：お琴（妙音院）（水野忠啓娘、杉重明養女、? - 1855年）
  - 十二女：鐐姫（1844年 - 1845年）
  - 十二男：田鶴若（1845年 - 1846年）
  - 十三女：鋪姫（1848年）
  - 十四男：長吉郎（1852年 - 1853年）
- 側室：お津由（秋月院）（香琳院・清涼院親類、? - 1888年）
  - 十三男：斉信院（1849年）
- 養女：精姫（精宮韶子女王、1825年 - 1913年）- 有栖川宮韶仁親王王女、有馬頼咸室
- 養女：線姫（線教院）（線宮幟子女王、1835年 - 1856年）- 有栖川宮幟仁親王王女、水戸慶篤室

## 偏諱を与えた人物
- 徳川家定（四男・嫡子、第13代将軍、初め家祥）
- 徳川慶昌（五男、一橋徳川家を継承）
- 徳川慶福（甥（父は家慶の異母弟・斉順）、紀伊藩主となった後に第14代将軍徳川家茂となる）
- 徳川慶臧（田安斉匡（家慶の叔父）の十男、尾張徳川家を継承）
- 徳川慶勝（初め慶恕、慶臧養嗣子）
- 徳川慶篤（水戸徳川家）
- 徳川慶頼[13]（娘婿、田安斉匡の九男、父の跡（田安徳川家）を継ぐ）
- 徳川慶壽（田安斉匡の五男、一橋慶昌の養嗣子）
- 徳川慶喜（慶篤の実弟、初め昌丸（一橋慶壽養子）の養子、後に第15代将軍となる）
- 松平慶倫
- 松平慶永（春嶽、田安斉匡の八男、福井松平家に養子入り）
- 松平慶憲
- 伊達慶邦（初め慶寿（慶壽））
- 前田慶寧（甥（母は家慶の異母妹・溶姫））
- 池田慶行（鳥取藩池田家）
- 池田慶栄（甥（母は家慶の異母妹・溶姫）、前田慶寧の実弟で池田慶行の養子）
- 池田慶徳（水戸慶篤の実弟、慶喜の実兄で池田慶栄の養子）
- 池田慶政（岡山藩池田家）
- 浅野慶熾（甥（母は家慶の異母妹・末姫））
- 毛利慶親 - のち禁門の変により偏諱を剥奪されて敬親に改名。
- 黒田慶賛（※明治維新以後、長知に改名）
- 有馬慶頼（※明治維新以後、頼咸に改名）
- 細川慶前
- 細川慶順（慶前の弟　※明治維新以後、韶邦に改名）

＊「慶」には「よろこぶ」の意味があり、徳川慶福・慶壽・慶喜などのように、縁起の良い漢字を2文字目において名乗る人物もみられる。

## 関連作品
映画
- 『眠狂四郎 円月殺法』（1969年、大映、演：川津祐介）

テレビドラマ
- 『大奥』（1968年、関西テレビ、演：松内紀夫→池部良）
- 『江戸を斬る』シリーズ（TBS・ナショナル劇場）
  - 『江戸を斬るII』（1975年 - 1976年、演：入川保則）
  - 『江戸を斬るIII』（1977年、演：入川保則）
  - 『江戸を斬るIV』（1979年、演：田村亮）
  - 『江戸を斬るVII』（1987年、演：長谷川哲夫）
  - 『江戸を斬るVIII』（1994年、演：竹脇無我）
- 『お命頂戴!』（1981年、テレビ東京、演：伊吹吾郎）
- 『源九郎旅日記 葵の暴れん坊』（1982年、テレビ朝日、演：田村高廣）
- 『名奉行 遠山の金さん』スペシャル 「江戸城大騒乱! 将軍とおんな天一坊」（1989年、テレビ朝日、演：仲谷昇）
- 『翔ぶが如く』（1990年、NHK大河ドラマ、演：加藤治）
- 『徳川慶喜』（1998年、NHK大河ドラマ、演：鈴木瑞穂）
- 『大奥』（2003年、フジテレビ、演：高橋弘志）※スペシャル版では大杉漣が家慶を演じた。
- 『篤姫』（2008年、NHK大河ドラマ、演：斉木しげる）
- 『かげろう絵図』（2016年、フジテレビ、演：石橋保）
- 『青天を衝け』（2021年、NHK大河ドラマ、演：吉幾三）
- 『小吉の女房2』（2021年、NHK BSプレミアム・BS時代劇、演：村上泰児）
- 『大奥』（2023年、NHKドラマ10、演：山﨑光→高嶋政伸）

小説
- 『天保図録』松本清張

漫画
- 『大奥』よしながふみ
- 『風雲児たち』みなもと太郎